# G級軟式飛行船
|          |                                                |
| 艦歴     |                                                |
| 発注     | グッドイヤー航空機会社                         |
| 起工     |                                                |
| 進水     |                                                |
| 就役     | 1935年9月23日にアメリカ海軍が購入              |
| 退役     |                                                |
| その後   |                                                |
| 性能諸元 |                                                |
| 重量     | t                                              |
| 体積     | 5,182 m3                                       |
| 全長     | 56.94 m                                        |
| 直径     | 13.06 m                                        |
| 全高     | 18.90 m                                        |
| 機関     | コンチネンタルR-670-2 星型エンジン 210馬力 2機 |
| 速度     | 巡航速度：77km/h 最大速度：92km/h              |
| 航続距離 | km 滞空時間16時間42分                          |
| 乗員     | 2-3名、他に7-8名を搭乗させた                   |
| 兵装     | なし                                           |
| 航空機   | 搭載せず                                       |

G級軟式飛行船（Gきゅうなんしきひこうせん、G class blimp）とは、アメリカ海軍によって用いられた一連の軟式飛行船である。総計10隻が建造され、搭載能力は1,867kgである。
1935年、新型の飛行船の開発のかわりとして、アメリカ海軍はディフェンダーを訓練に用いるために購入し、実用的な飛行船としてG-1と呼称した。ディフェンダーはオハイオ州のアクロンに所在するグッドイヤー航空機会社が製造したもので、これは同社が旅客用・広告用に製造した一連の飛行船の中では最も巨大な軟式飛行船であった。追加のG級軟式飛行船が、第二次世界大戦の間に、訓練を支援するために購入された。

## 戦歴
1935年9月23日に購入された後、G-1は通常どおりに任務をこなしていたが、1942年6月8日に別のL級軟式飛行船と空中衝突を起こして喪失された。夜間飛行中、二隻の軟式飛行船は光学と写真を用いた観測の実験に従事していた。12人が事故で死亡したものの、G-1は実用的な訓練用の飛行船として能力を発揮した。
アメリカ海軍は、第二次世界大戦中の戦時増強からさらなる訓練用の飛行船を必要としたため、1942年12月24日には7隻のG級軟式飛行船の建造契約を与えた。これらはグッドイヤーZNN-Gの呼称を割り当てられた。「Z」とは空気よりも軽量を指し、「N」は硬構造を持たず、「N」は訓練用、「G」は形式または級を示した。これらの新しいG級軟式飛行船の船体は、G-1よりもガス容量を増強されていた。G-2からG-5は1943年後期に配備され、G-6からG-8は1944年のはやくに追加配備された。これらの飛行船は訓練を主任務とし、主要な軽航空機基地であるレイクハースト海軍航空基地とモフェットフィールド海軍航空基地の二カ所で活動した。モフェットフィールド海軍航空基地はサンフランシスコ湾の南の角に位置している。

## 使用国
アメリカ合衆国
- アメリカ海軍